# Гауптшарфюрер

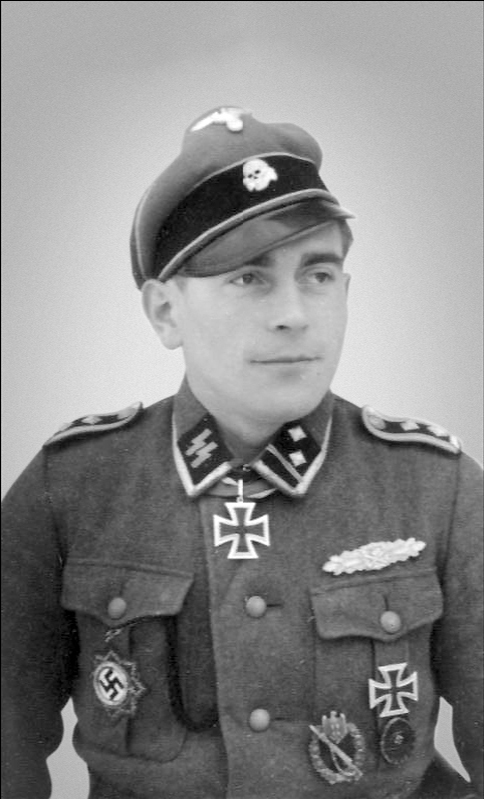
Густав Шрайбер,
гауптшарфюрер Ваффен СС

Гауптшарфюрер (нем. Hauptscharführer – главный шарфюрер) — звание в СС, которое существовало с 1934 по 1945. Соответствовало званию оберфельдфебель в вермахте и было самым высоким унтер-офицерским званием в организации СС, за исключением войск СС, где существовало особое звание штурмшарфюрер.
Звание гауптшарфюрер стало званием в СС после реорганизации СС, последовавшей за Ночью длинных ножей. Впервые это звание было присвоено в июне 1934, когда оно сменило старое звание обертруппфюрер, которое применялось в СА.
Знаки различия Гауптшарфюрер Ваффен-СС

Погон
Петлицы
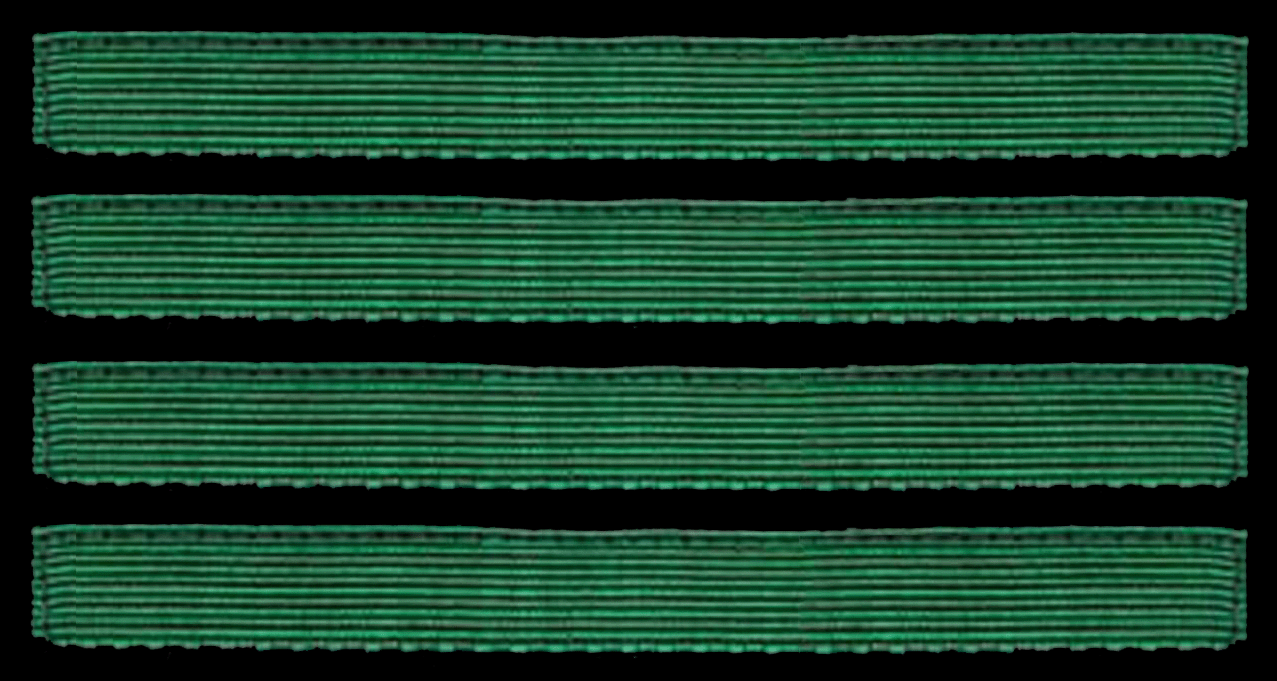
Нарукавная нашивка на Маскировочный костюм (лето)
CC-Штандартен-оберюнкер

В СС звание гауптшарфюрер присваивалось обычно исполнявшему обязанности старшины в роте СС, командира третьего (иногда и второго) взвода в роте, или было званием, использовавшимся для личного состава унтер-офицерского ранга, служившего в штабах СС или службах безопасности (таких как гестапо и  СД).
Звание гауптшарфюрер также часто использовалось для персонала концентрационных лагерей и личного состава айнзатцгрупп. Гауптшарфюрер СС был старше, чем обершарфюрер СС и младше, чем штурмшарфюрер СС, за исключением Общих СС, где гауптшарфюрер было младшим званием, шедшим сразу после унтерштурмфюрер СС.
В войсках СС гауптшарфюрер было вторым по старшинству после штурмшарфюрер званием унтер-офицеров. Существовала также должность штабсшарфюрер, соответствовавшая по своему кругу обязанностей должности ротного или батальонного старшины советской армии.